# Schlosspark Meiningen

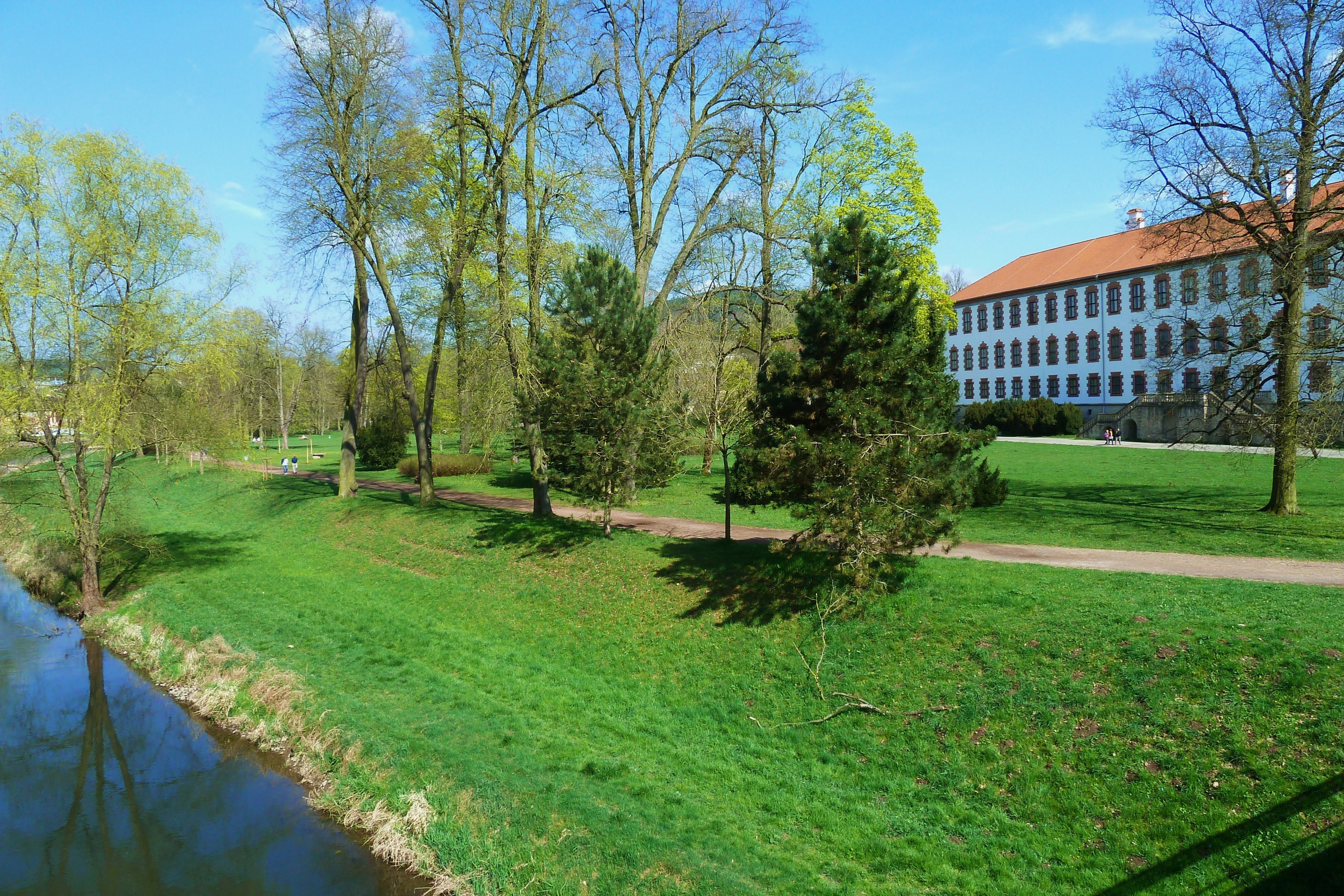
Blick von der Bogenbrücke zum Schloss

Der Schlosspark Meiningen ist ein Landschaftspark im Zentrum der südthüringischen Kreisstadt Meiningen.

## Geschichte
In den Jahren 1702 bis 1705 ließ Herzog Bernhard I. von Sachsen-Meiningen den Vorläufer des Parks, einen Schlossgarten nach dem Vorbild französischer und holländischer Renaissancegärten am neu erbauten Schloss Elisabethenburg anlegen. Er bestand aus acht von Mauern und Wassergräben eingefassten Quadraten, die auf das Schloss ausgerichtet waren. Pavillons, Grottenhaus und das jenseits der Werra gelegene Gartenhaus „Elisabethenlust“ am Weinberg ergänzten den Garten.
Um 1770, in der Zeit des Absolutismus und der Regentschaft von Herzogin Charlotte Amalie wurde der bis dahin streng geometrisch gestaltete Garten nach Norden hin vergrößert und von Hofgärtner Siegmund Friedrich Buttmann in einen Englischen Landschaftspark umgewandelt. Eine weitere Vergrößerung nach Süden erfuhr der Park 1859 nach Plänen von P.J. Lennès. In den Jahren 1971/72 erhielt der Schlosspark eine Reihe von Großplastiken.

## Beschreibung

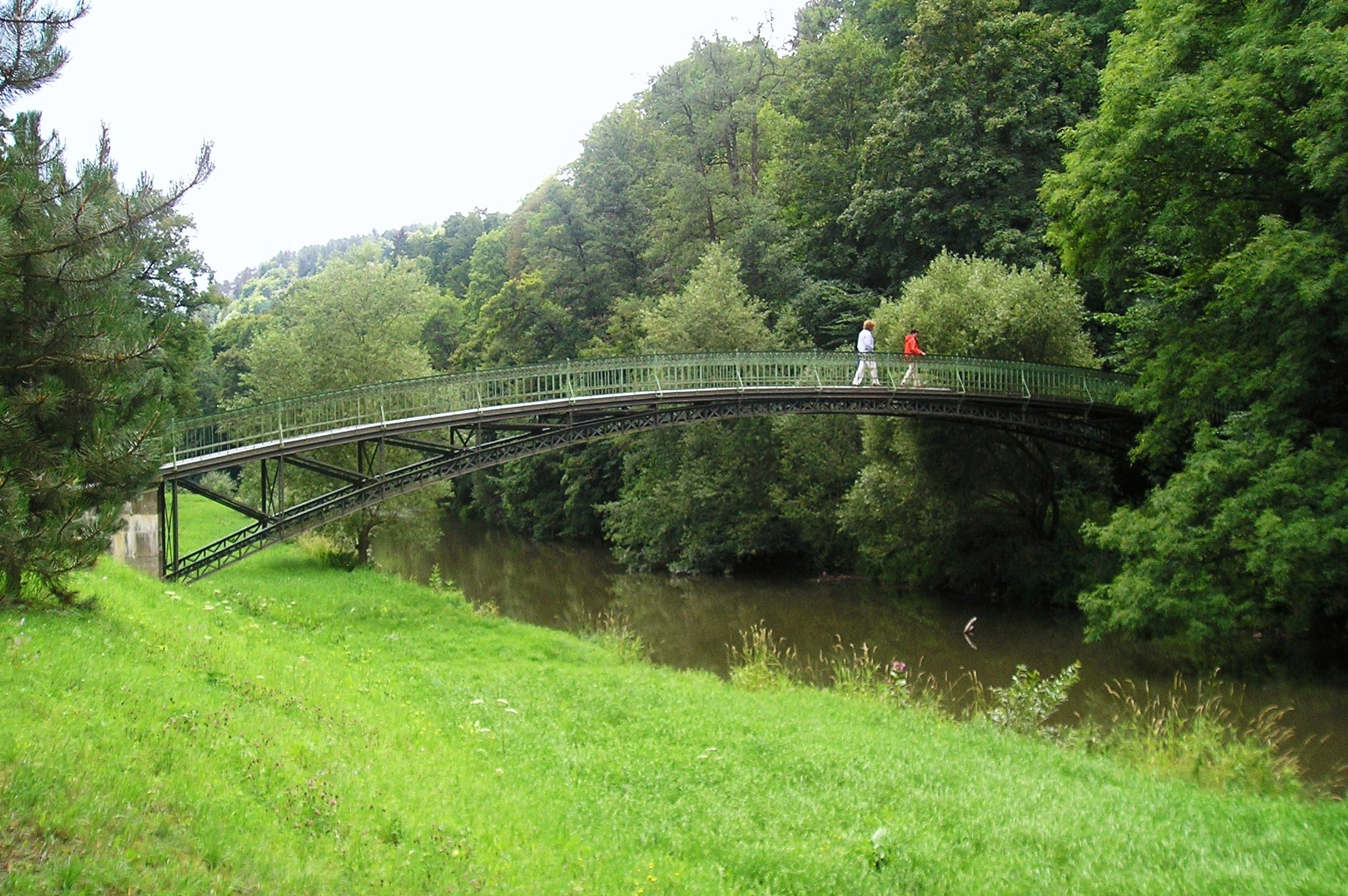
Bogenbrücke über die Werra

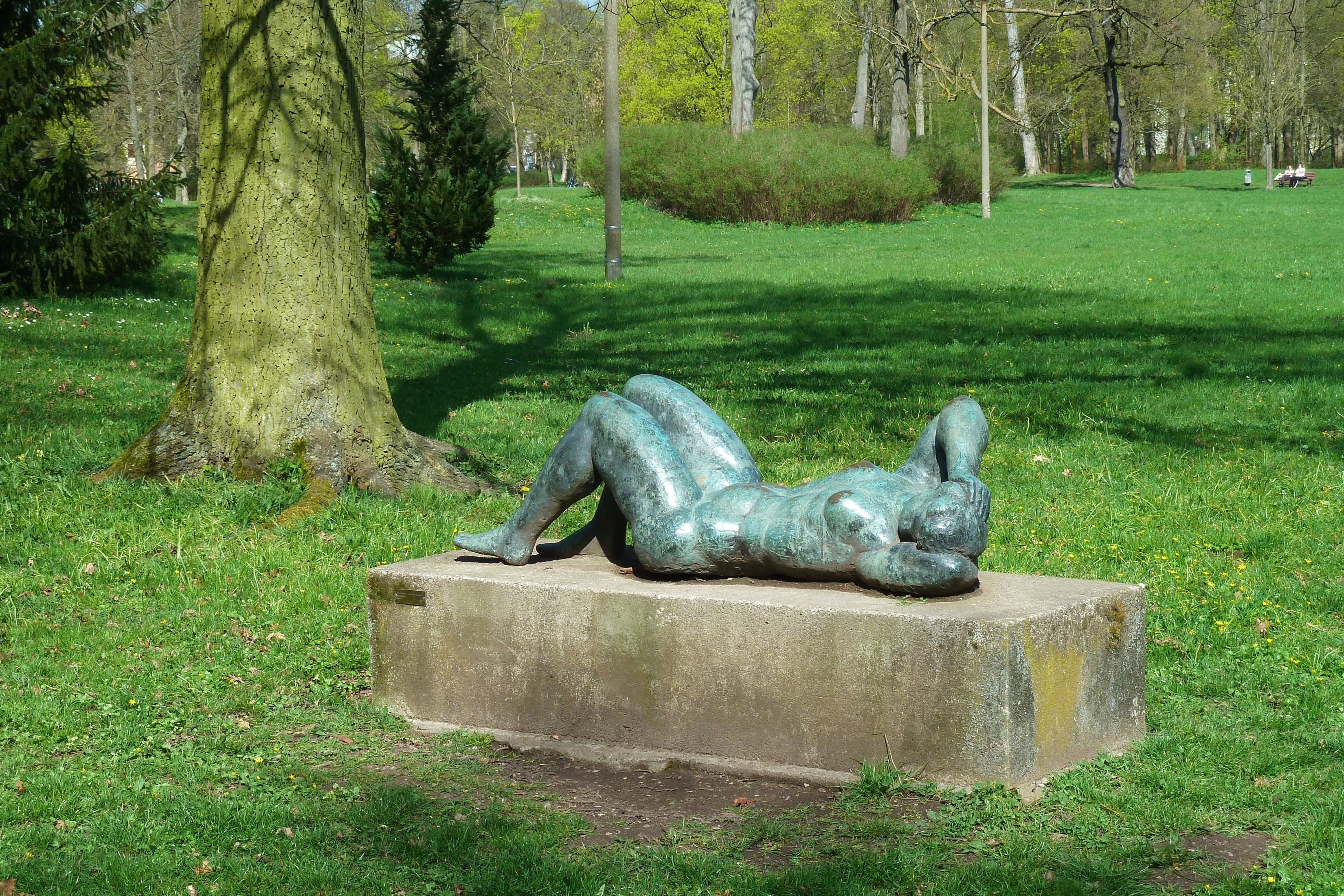
Plastik „Liegende“

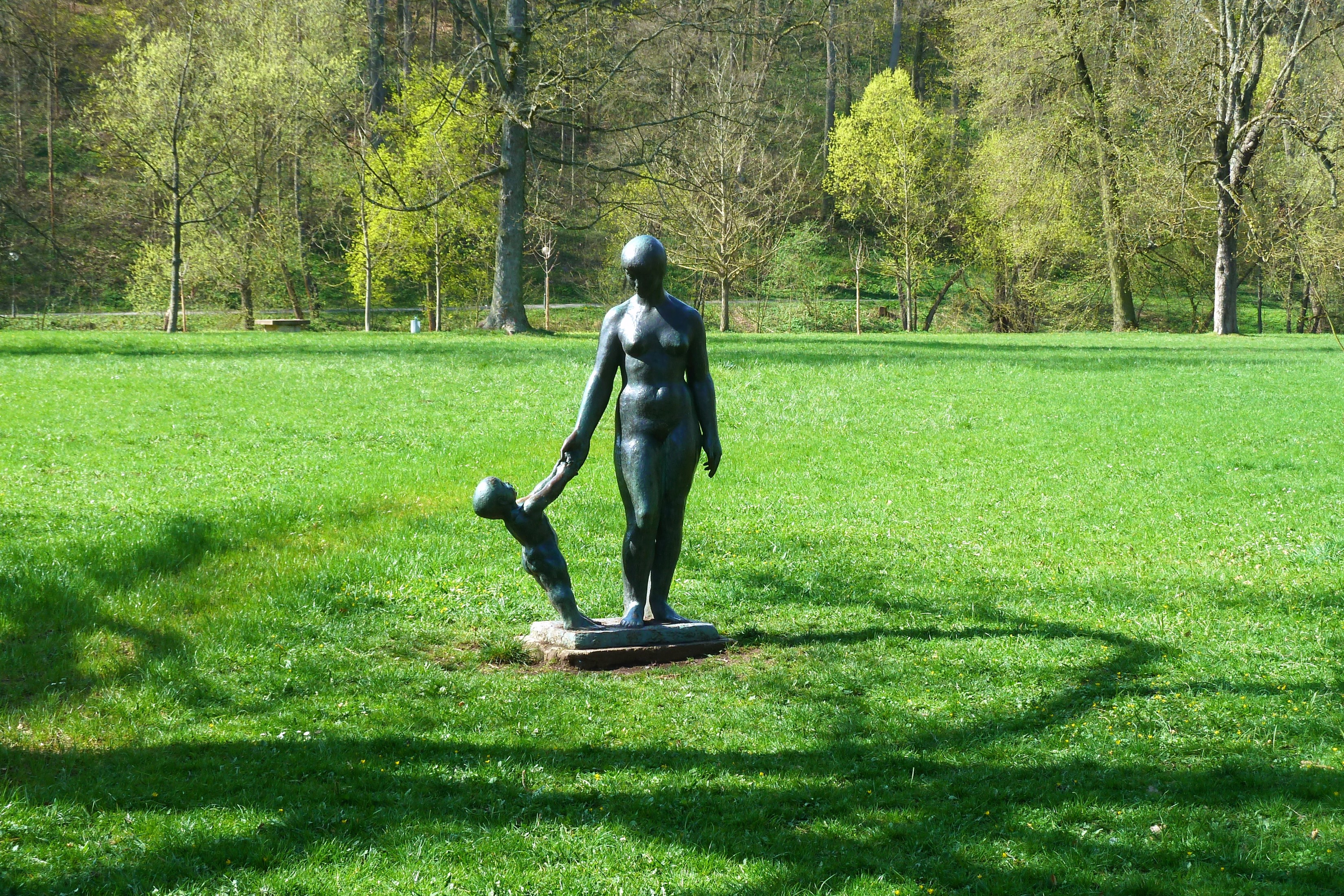
Plastik „Mutter und Kind“

Der Schlosspark befindet sich zentrumsnah im Nordwesten der Altstadt, eingerahmt vom Schloss Elisabethenburg und dem Marstall, von Stadtvillen, dem durch die Werra getrennten Landschaftspark Herrenberg und den beiden Werrabrücken Georgsbrücke im Süden und Volkshausbrücke im Norden.
Der rund 950 Meter lange und bis zu 300 Meter breite Park wird in der gesamten Länge von Süd nach Nord von der Werra durchflossen. Im nordöstlichen Teil durchqueren mit den beiden Bleichgräben zwei der einstigen drei Wassergräben der ehemaligen Meininger Stadtbefestigung den Park. Diese vereinen sich im Park und münden bei der Volkshausbrücke in die Werra. Mehrere Brücken überspannen die Wasserläufe. Besonders sehenswert ist die Bogenbrücke mit ihren Liebesschlössern über die Werra nahe dem Schloss.
Die Große Wiese in der Mitte des Schlossparks wird optisch von der Westfront des Schlosses dominiert. Sie ist Veranstaltungsort für Konzerte und bei den Parkbesuchern ein beliebter Ort zum Relaxen und Spielen. Im Gegensatz zum Englischen Garten existieren im Schlosspark keine Brunnen und Denkmäler. An verschiedenen Standorten bereichern aber Plastiken zeitgenössischer Künstler die Parklandschaft, darunter „Mutter und Kind“ von Gerhard Rommel, die „Liegende“ von Werner Stötzer und die „Taubenstele“ von Erich Wurzer.
Am Westufer der Werra entlang führt durch den Limbachsweg, der die Grenze zum Waldpark „Herrenberg“ bildet, der Werratal-Radweg. Dort befindet sich auch eine Anlegestelle mit Rastplatz für Kanuten und sonstige Wasserwanderer. Durch den Park und über die Bogenbrücke führen der Fernwanderweg Milseburgweg und der Premiumwanderweg „Der Meininger“.

## Kultur und Freizeit
Alljährlich zum Stadtfest veranstaltet der BUND Meiningen rund um die große Wiese zwischen Werra und Schloss ein beliebtes Fluss-Badefest unter dem Motto „Werra-Wasser-Badespaß“ mit zahlreichen Spielen zu Wasser und mit dem Wasser. Während des Sommerfestivals „Grasgrün“ ist der Schlosspark Schauplatz für das „Parkgeflüster“, ein Hörspielwochenende auf der großen Wiese. Im September ist der Südteil des Parks Veranstaltungsort für die Messe „Meininger Parkwelten“. Weiter findet seit vielen Jahren im Schlosspark der traditionelle Meininger Silvesterlauf statt.